# Stara Dąbrowa (gromada w powiecie słupskim)
Stara Dąbrowa – dawna gromada, czyli najmniejsza jednostka podziału terytorialnego Polskiej Rzeczypospolitej Ludowej w latach 1954–1972.
Gromady, z gromadzkimi radami narodowymi (GRN) jako organami władzy najniższego stopnia na wsi, funkcjonowały od reformy reorganizującej administrację wiejską przeprowadzonej jesienią 1954 do momentu ich zniesienia z dniem 1 stycznia 1973, tym samym wypierając organizację gminną w latach 1954–1972.
Gromadę Stara Dąbrowa z siedzibą GRN w Starej Dąbrowie utworzono – jako jedną z 8759 gromad na obszarze Polski – w powiecie słupskim w woj. koszalińskim na mocy uchwały nr 43/54 WRN w Koszalinie z dnia 5 października 1954. W skład jednostki weszły obszary dotychczasowych gromad Stara Dąbrowa, Damaradz, Nowa Dąbrowa, Karznica, Łebień i Strzyżyno ze zniesionej gminy Stara Dąbrowa w tymże powiecie. Dla gromady ustalono 14 członków gromadzkiej rady narodowej.
31 grudnia 1959 do gromady Stara Dąbrowa włączono wieś Wieliszewo z gromady Łupawa w tymże powiecie.
31 grudnia 1968 z gromady Stara Dąbrowa wyłączono wsie Wieliszewo, Nowa Dąbrowa, Karznica i Rębowo, włączając je do gromady Łupawa w tymże powiecie, po czym gromadę Stara Dąbrowa zniesiono, a jej (pozostały) obszar włączono do gromady Damnica tamże.